# هایل
latitudeهایلlongitudeهایلcouncil.net/]
}}
هایل (به انگلیسی: Hayle) یک شهرک در بریتانیا است که در انگلستان واقع شده‌است.

## خصوصیات
هایل ۸٬۳۱۷ نفر جمعیت دارد.